# 三木洋介
三木洋介（みき ようすけ、1987年 - ）は日本のジャズドラマー。

## 略歴
6歳よりヤマハ音楽教室にてエレクトーンを学び、11歳よりRCCドラムスクールにてドラムセットを始める。東邦音楽大学打楽器科入学後は打楽器全般を学ぶ一方、早稲田大学モダン・ジャズ研究会にも在籍。現在はドラマー・打楽器奏者としてライブ・レコーディング活動、ミュージカルなどの劇伴演奏、CM出演、千葉の有名テーマパークでのショー出演のほか、近年は作・編曲活動にも精力的に取り組んでいる。埼玉県の西川口に於いて、自身主催のドラム教室を開講中。

### 主なサポート・参加作品
- 2015年　Musical PUB-vol.2 vol.3
- 2016年　ミュージカル『bare』
- 2017年　 SEKAI NO OWARIドームツアー『Tarkus』
- 2019年　『ウエスト・サイド・ストーリー』
- 2022年　THE PARTY in PARCO劇場
- 2023年
  - 『あゝ哀情』～タイマン張る奴の唄が聞こえるか～[2]
  - 『東京ローズ』
  - 『ジル・ド・レ ～吾輩は娼館の蚤である～』（ウキヨホテルプロジェクト）

CM
- グランブルーファンタジー